# Wilma Warmuth
Wilma Warmuth (* 23. September 1951) ist eine österreichische Politikerin (FPK, früher BZÖ bzw. FPÖ). Warmuth war von 1996 bis 2013 Abgeordnete zum Kärntner Landtag.

## Ausbildung und Beruf
Warmuth besuchte nach Volks- und Hauptschule eine Handelsschule. Danach absolvierte Warmuth eine Hauswirtschaftsschule und legte die Prüfung zur landwirtschaftlichen Meisterin ab. Warmuth war zwischen 1971 und 1993 als Landwirtin tätig und arbeitet seit 1993 als Immobiliensachbearbeiterin.

## Politik
Warmuth wurde 1979 Mitglied im Frauengremium der FPÖ-Bezirksleitung des Bezirks Sankt Veit an der Glan und hatte zwischen 1988 und 2003 die Funktion der Bezirksobmannstellvertreterin inne. Sie wurde 2003 zur Bezirksobfrau gewählt und 2005 in diesem Amt bestätigt, wobei sie zu diesem Zeitpunkt bereits wie der Großteil der Kärntner FPÖ-Funktionäre zum BZÖ gewechselt war. Am 16. Dezember 2009 spaltete sich das Kärntner BZÖ mit allen 17 Abgeordneten vom Bundes-BZÖ ab und ging als FPK eine enge Kooperation mit der FPÖ ein.
Warmuth war seit 1997 Gemeinderätin in Althofen und war zwischen 1999 und 2003 Obmann-Stellvertreter des Sozial- und Gesundheitssprengels St.Veit/Glan sowie des Sozialhilfeverbandes. Warmuth ist seit 1999 Mitglied des Sozialhilfebeirates und des Familienfondskuratoriums des Landes Kärnten und seit 2000 Landesvorsitzende der freiheitlichen Frauen. 2001 wurde sie zur Landesobmannstellvertreterin der Freiheitlichen in Kärnten gewählt. Warmuth ist seit dem 7. März 1996 Abgeordnete zum Kärntner Landtag.
Am 22. März 2013 gab Warmuth bekannt, ihr Landtagsmandat sowie den Vorsitz als FPK-Bezirksobfrau in Sankt Veit an der Glan zurückzulegen.

## Privates
Warmuth ist verwitwet und Mutter zweier Töchter und wohnt in Althofen.